# Ernesto Köhler

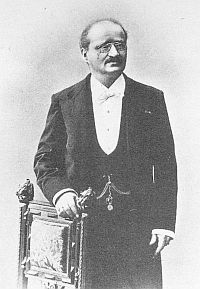
Ernesto Köhler (ca. 1900)

Ernesto Köhler (* 4. Dezember 1849 in Modena; † 17. März 1907 in Sankt Petersburg) war ein Flötist und Komponist.

## Leben
Ernesto Köhler erhielt ersten Unterricht von seinem Vater Giuseppe Venceslau Köhler (1809–1878). Dieser war Flötist der herzoglichen Hofkapelle in Modena (damals zu Österreich gehörend). Ernesto Köhler unternahm früh Konzertreisen gemeinsam mit seinem Bruder, dem Pianisten Ferdinando Köhler. Nach zwei Jahren als Flötist am Karlstheater in Wien wechselte Köhler 1871 zu Cesare Ciardi nach St. Petersburg ins kaiserliche Ballett, wo er auch als Lehrer tätig war. Nach Ciardis Tod wurde Köhler dessen Nachfolger und war somit Soloflötist der Kaiserlichen Oper. Er galt zu dieser Zeit als bester Flötist seiner Zeit. Er wirkte daneben auch als Komponist.
Ernesto Köhler, auch Ehrenbürger von St. Petersburg, hielt seiner Wahlheimat bis zu seinem Tod 1907 die Treue.
Er bearbeitete die Sammlung von Klavierstücken Von der Wiege bis zur Bahre von Carl Reinecke. Er benutzte 8 der ursprünglich 16 Stücke, wobei er die Melodie in der rechten Hand fast ohne Ausnahme der Flöte gab und die Klavierbegleitung sehr vorsichtig ergänzte. Die Tonarten blieben authentisch bis auf das Stück Trost, das er einen halben Ton nach oben transponierte.

## Werk
Köhler hinterließ über 100 Flötenkompositionen, überwiegend Studien- und Etüdenwerke, aber auch Flötenduette, Duos mit Klavier sowie ein Quartett für 4 Flöten. Köhler komponierte außerdem eine Oper sowie ein Ballett.
Bis auf wenige Ausnahmen sind fast alle seine Werke im Verlag seines Duzfreundes Julius Heinrich Zimmermann erschienen, für dessen Flöten, die in der angeschlossenen Instrumentenfabrik hergestellt wurden, Köhler auch Werbung machte. Während viele der romantischen Salonstücke mit phantasievollen Namen nicht mehr erhältlich sind, werden Köhlers Etüden-Sammlungen immer wieder neu aufgelegt. Sie verbinden fingertechnische und musikalische Schulung im romantischen Stil. 